# New South Wales Cricket Association
La New South Wales Cricket Association ou NSWCA est l'instance dirigeante du cricket en Nouvelle-Galles du Sud (NSW) en Australie. Basée à Sydney, elle a pour nom commercial Cricket NSW.

## Historique
L'association est fondée en 1859.

## Rôle
Cricket NSW gère notamment l'équipe de Nouvelle-Galles du Sud, les New South Wales Blues, qui participent aux compétitions nationales australiennes. L'association a également en charge les compétitions de grade cricket de Sydney. Elle est l'une des six associations (chacune représentant un état australien) membre de Cricket Australia, l'instance dirigeante du cricket en Australie. Parmi les quatorze membres du conseil d'administration de Cricket Australia, trois sont nommés par Cricket NSW.

## Temple de la renommée
Cricket NSW ouvre son temple de la renommée en 2008. Pour y entrer, il faut avoir fait ses débuts en first-class cricket avec l'équipe de Nouvelle-Galles du Sud masculine ou féminine. Les douze premiers membres en sont Arthur Morris, Bob Simpson, Donald Bradman, Victor Trumper, Charlie Macartney, Steve Waugh, Billy Murdoch, Richie Benaud, Alan Davidson, Ray Lindwall, Charles Turner et Bill O'Reilly. Entrent au Hall of Fame Mark Taylor, Belinda Clark et Warren Bardsley en 2009, Stan McCabe, Mark Waugh et Lyn Larsen en 2010, Hazel Pritchard, Monty Noble et Glenn McGrath en 2011.